# Irina von Wiese

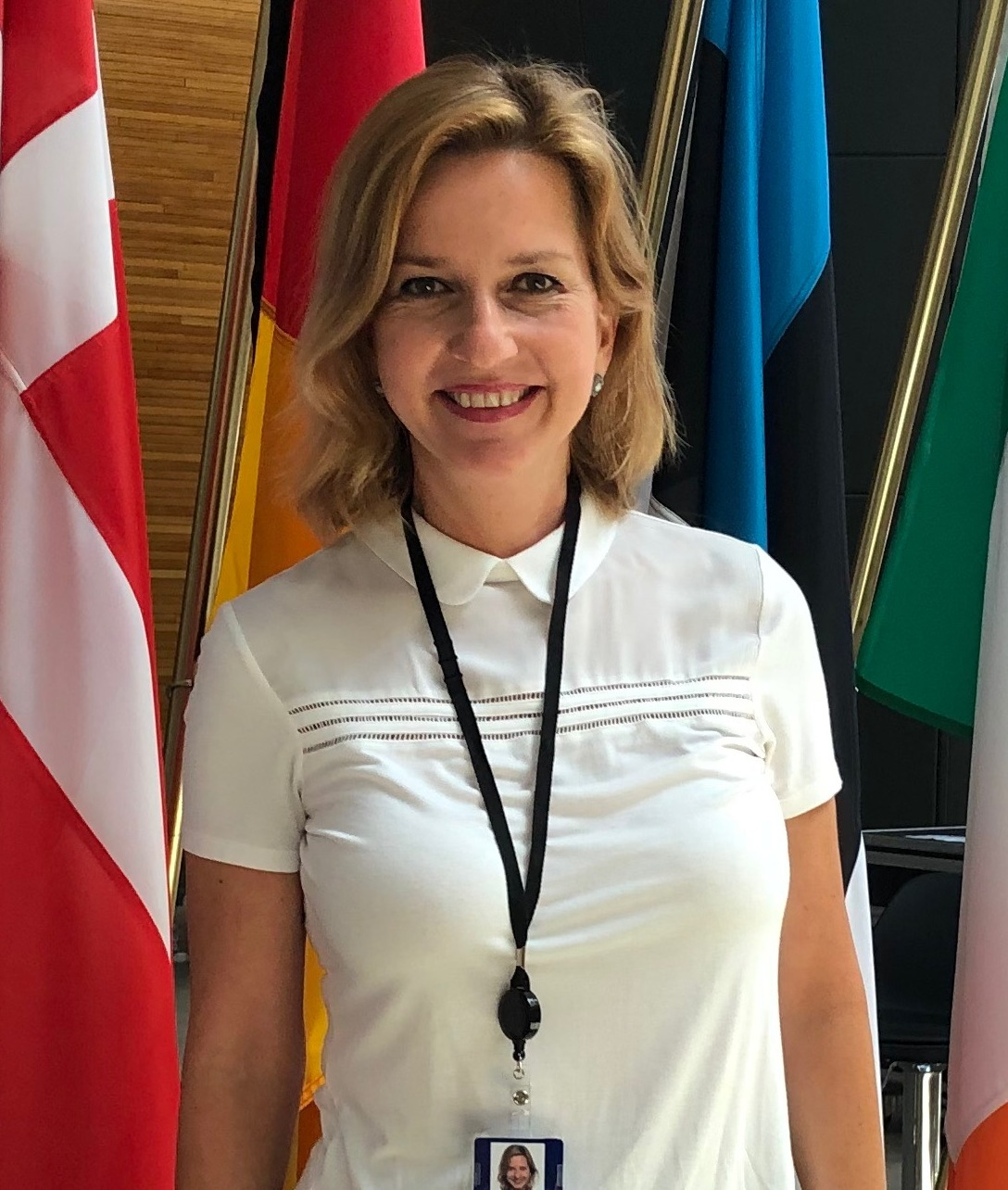
Irina Von Wiese.

Irina Stephanie von Wiese und Kaiserswaldau (nascida em 11 de setembro de 1967) é uma política britânica que foi membro liberal democrata do Parlamento Europeu (MEP) por Londres entre 2019 e a retirada do Reino Unido da UE.

## Carreira
Numa eleição suplementar em 2017, ela candidatou-se sem sucesso à eleição para o conselho de Hammersmith & Fulham, ficando em terceiro lugar.
Ela foi eleita membro do Parlamento Europeu para a região de Londres na eleição do Parlamento Europeu 2019, na lista do partido Liberal Democrata, tomando posse no dia 2 de julho de 2019. Ela fez parte do grupo Renovar a Europa de partidos políticos liberais e actuou como vice-presidente na Subcomissão dos Direitos Humanos do Parlamento Europeu (DROI).
Até pelo menos agosto de 2019, ela era a ex-candidata parlamentar liberal-democrata a Hammersmith nas eleições gerais de 2019 no Reino Unido.

## Vida pessoal
Wiese possui cidadania alemã e britânica. Ela obteve o título de Mestre em Administração Pública (MPA) pela Universidade de Harvard. Ela tem uma filha adolescente e abriga refugiados na sua casa em Londres desde 2016, trabalhando com a instituição de caridade Refugees at Home.